# Charles Gleyre
Charles Gleyre (Chevilly, Vaud kanton, 1806. május 2. – Párizs, 1874. május 5.) svájci festő.

## Pályafutása
Először Hersent festőművész tanítványa volt, utána 1830-ban Olaszországba ment és ott a görög szobrászok remekeit, az etruszk vázákat és nagy olasz festők, különösen Raffaello műveit tanulmányozta és másolta. 1834–38-ban Egyiptomban, Abessziniában, Szíriában, Görög- és Törökországban járt tanulmányúton, és a látottakról számtalan vázlatot készített. 1840-ben lépett föl János apostol Patmos szigetén c. képével, de első sikerét csak 1843-ban az Est c. képével (Louvre) aratta. Festett történeti (Davel őrnagy halála, 1850, Lausanne. A helvét Divico győzelme a rómaiak fölött, 1858, Lausanne), vallásos tárgyú (Az apostolok búcsúja a kereszttől, 1845, Montargis, Boáz és Ruth) és érzékies, klasszikus tárgyú képeket (Echonimfa, 1846; A bacchánsnők tánca, 1849; Héraklész Omphale lábainál, 1863; A bacchánsnők által széttépett Orfeusz, 1864, Bázel; A bűvésznő, 1868, Szapphó) Jelentős dekoratív műve a Madeleine-templom oltárképe. Az Éber László által szerkesztett 1935-ben kiadott Művészeti Lexikon a következőképpen jellemzi: „Lelkiismeretes, komoly, az aprólékosságig precíz művész, azonban legjobb műveiben sem tud legyőzni némi szárazságot, merevséget, amely megzavarja tiszta kompozícióit és lágy koloritját.” 